# Tymee
Lee Ok-joo (hangul: 이옥주; Seúl, 6 de diciembre de 1985), más conocida por su nombre artístico Tymee (anteriormente E.via), es una rapera y compositora surcoreana. Actualmente trabaja bajo la compañía discográfica ASSA Communication, y es conocida por ser la rapera más rápida de Corea del Sur.

## Carrera

### 2009-2013: Debut, controversia yMust Have Mini Album

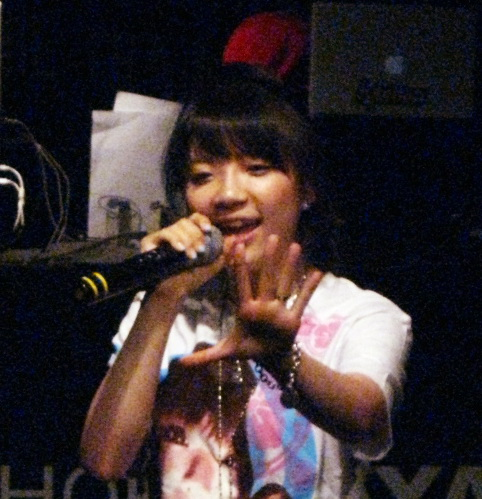
Tymee (como E.via) en una actuación el 11 de julio de 2009

Su primer EP, E.via a.k.a. Happy Evil, fue lanzado el 18 de mayo de 2009. La controversia estalló cuando "Oppa! na Haedodwae?", el sencillo principal del álbum debut de Tymee, fue prohibido en Music Bank debido a que la letra contenía contenido lascivo y varias palabras coloquiales. Posteriormente, a E.Via se le prohibió interpretar cualquiera de las canciones de su álbum debut en otros programas musicales debido a que la letra se consideró sugerente y provocativa. A pesar de la prohibición, el álbum de Tymee y "Oppa! na Haedodwae?" recibieron críticas positivas en los sitios de música en línea.
Más tarde, a principios de 2010, lanzó su segundo sencillo, "Shake!", de su primer miniálbum Must Have Mini Album. El video musical fue lanzado el 29 de abril.

### 2013-presente: Controversia con su compañía discográfica y cambio de nombre
El 5 de enero de 2013, Tymee anunció que había dejado Dline Art Media (su compañía discográfica) y cambiado su nombre artístico de E.via a Tymee. En un comunicado publicado en línea, afirmó encontrarse en una situación similar a la del grupo Block B (que en ese momento demandaba a su antigua discográfica, Stardom Entertainment, por pésima distribución de ganancias). Continuó: «Debido a dificultades financieras y otras dificultades reales, he decidido realizar mi carrera musical por mi cuenta. [Debido a las indescriptibles dificultades y al agotamiento insoportable que he experimentado], llegué a esta conclusión para evitar desmoronarme». La agencia de Tymee afirmó que solo le debían 2,7 millones de wones, a lo que ella respondió: «Aunque me costó aceptar que el trabajo que he hecho durante los últimos dos años solo alcanzara para eso, me contuve pensando en la música que podré hacer libremente en el futuro».

## Discografía
- E.via a.k.a. Happy Evil (2009)[7]
- Motiphie Meets E.via! (2009)[8]
- Must Have Mini Album (2010)
- Viapolar (2010)
- E.Viagradation Part.1 (Black & Red) (2012)

## Filmografía

### Televisión
| Año  | Título           | Papel       | Notas                                     |
| ---- | ---------------- | ----------- | ----------------------------------------- |
| 2015 | Unpretty Rapstar | Concursante | Puesto 7; eliminada en el sexto episodio. |